# Bogdan Rydzewski
Bogdan Rydzewski (ur. 8 listopada 1942 w Kole, zm. 25 maja 2022) – polski otorynolaryngolog i nauczyciel akademicki. Profesor doktor habilitowany nauk medycznych.

## Życiorys
W rodzinnym mieście ukończył szkołę podstawową i Liceum Ogólnokształcące im. Kazimierza Wielkiego. W obu szkołach był przewodniczącym samorządu uczniowskiego, a w liceum był drużynowym drużyny harcerskiej. W 1960 zdał maturę i w tym samym roku zaczął studia na Akademii Medycznej w Poznaniu.
W 1964 odbył dwumiesięczną praktykę w Klinice Położniczo-Ginekologicznej Uniwersytetu w Bazylei. W 1966 ukończył studia i rozpoczął prace na stanowisku asystenta w Katedrze i Klinice Otolaryngologii Akademii Medycznej w Poznaniu, kierowanej przez Aleksandra Zakrzewskiego. Równocześnie zaczął też staż podyplomowy, który na podstawie decyzji Ministra Zdrowia i Opieki Społecznej ograniczono mu do szkolenia z chorób wewnętrznych i pediatrii, które mógł odbywać w formie dyżurów lekarskich. W 1969 zdał z wynikiem celującym egzamin specjalizujący I stopnia. Specjalizację II stopnia uzyskał 3 lata później.
W 1972 ukończył w Centrum Medycznym Kształcenia Podyplomowego kurs „Audiologia i rehabilitacja słuchu u małych dzieci”. W 1974 uzyskał stopień doktora nauk medycznych. 
Wielokrotnie uczestniczył w krajowych i zagranicznych naukowych kongresach laryngologicznych. Kilkukrotnie przebywał także na stażach naukowych w klinikach otolaryngologii w Halle, Rostocku, Jenie i Magdeburgu. W 1978 uzyskał stypendium Fundacji Alexandra von Humboldta i od 1979 do połowy 1980 pracował w Klinice Otolaryngologii Uniwersytetu w Würzburgu, gdzie pod kierunkiem profesora Waltera Kleya szkolił się w zakresie operacji poprawiających słuch, operacji na nerwie VIII i audiologii. Ukończył tam też kurs chirurgii plastycznej twarzy. Po powrocie do kraju zorganizował w macierzystej klinice Poradnię Otochirurgiczną oraz Pracownię Kości Skroniowej.
W 1987 uzyskał stopień doktora habilitowanego nauk medycznych. W 1989 został profesorem nadzwyczajnym Akademii Medycznej w Klinice Otolaryngologii Katedry Chorób Uszu, Nosa, Gardła i Krtani w Poznaniu. Wykładał również w Centrum Medycznym Kształcenia Podyplomowego.
W 1992 ukończył w Niemczech kurs implantacji aparatów słuchowych zakotwiczanych w kości skroniowej. Efektem było zainicjowanie przez niego stosowania tej metody protezowania słuchu w Polsce i wszczepienie w 1992 pierwszego w kraju aparatu BAHA. W 1997 odbył staż w zakresie implantów ślimakowych w Klinice Otolaryngologicznej Washington University w St. Louis.
W latach 1991−1993 był prodziekanem ds. kształcenia podyplomowego Wydziału Lekarskiego II. W latach 1970−1990 był opiekunem grup laryngologicznych, a od 1975 kierownikiem studenckich obozów naukowych. W 1992 wygrał konkurs na stanowisko ordynatora Oddziału Otolaryngologicznego Szpitala im. Franciszka Raszei w Poznaniu, a stanowisko to objął 1 marca 1993. Oddziałem kierował do 31 grudnia 2012. W tym samym czasie był też aktywnym pracownikiem naukowo-dydaktycznym Katedry i Kliniki Chirurgii Stomatologicznej.
W 2001 prezydent Aleksander Kwaśniewski nadał mu tytuł profesora nauk medycznych. W 2009 został profesorem zwyczajnym w Katedrze Chirurgii Stomatologicznej Uniwersytetu Medycznego w Poznaniu.
Przez 17 lat był specjalistą ds. otolaryngologii województwa kaliskiego. Był członkiem Polskiego Towarzystwa Otolaryngologicznego i Towarzystwa Naukowego Organizacji i Kierownictwa, od 1995 – członkiem zespołu doradców Wielkopolskiej Izby Lekarskiej.
Zmarł 25 maja 2022 roku. Został pochowany na cmentarzu parafialnym św. Jana Vianneya w Poznaniu.

## Odznaczenia i nagrody
Wielokrotnie otrzymał nagrody rektorskie za osiągnięcia w pracy naukowej, dydaktycznej i społecznej. Odznaczony Brązowym i Złotym Krzyżem Zasługi, odznaką 1000-lecia Państwa Polskiego, odznakami „Zasłużony dla województwa poznańskiego”, „Zasłużony dla miasta Poznania”, „Zasłużony dla województwa koszalińskiego”, złotą odznaką Zrzeszenia Studentów Polskich i złotą odznaką Związku Młodzieży Wiejskiej.

## Życie prywatne
Od 1965 był żonaty z Anną Witulską, doktorem nauk medycznych. Wychowywali dwoje dzieci: Bartosza, radiologa specjalizującego się w medycynie nuklearnej, pracującego nad metodami diagnozowania choroby Alzheimera, oraz Małgorzatę, doktora nauk medycznych, specjalistę chirurgii stomatologicznej. 